# Mokoš

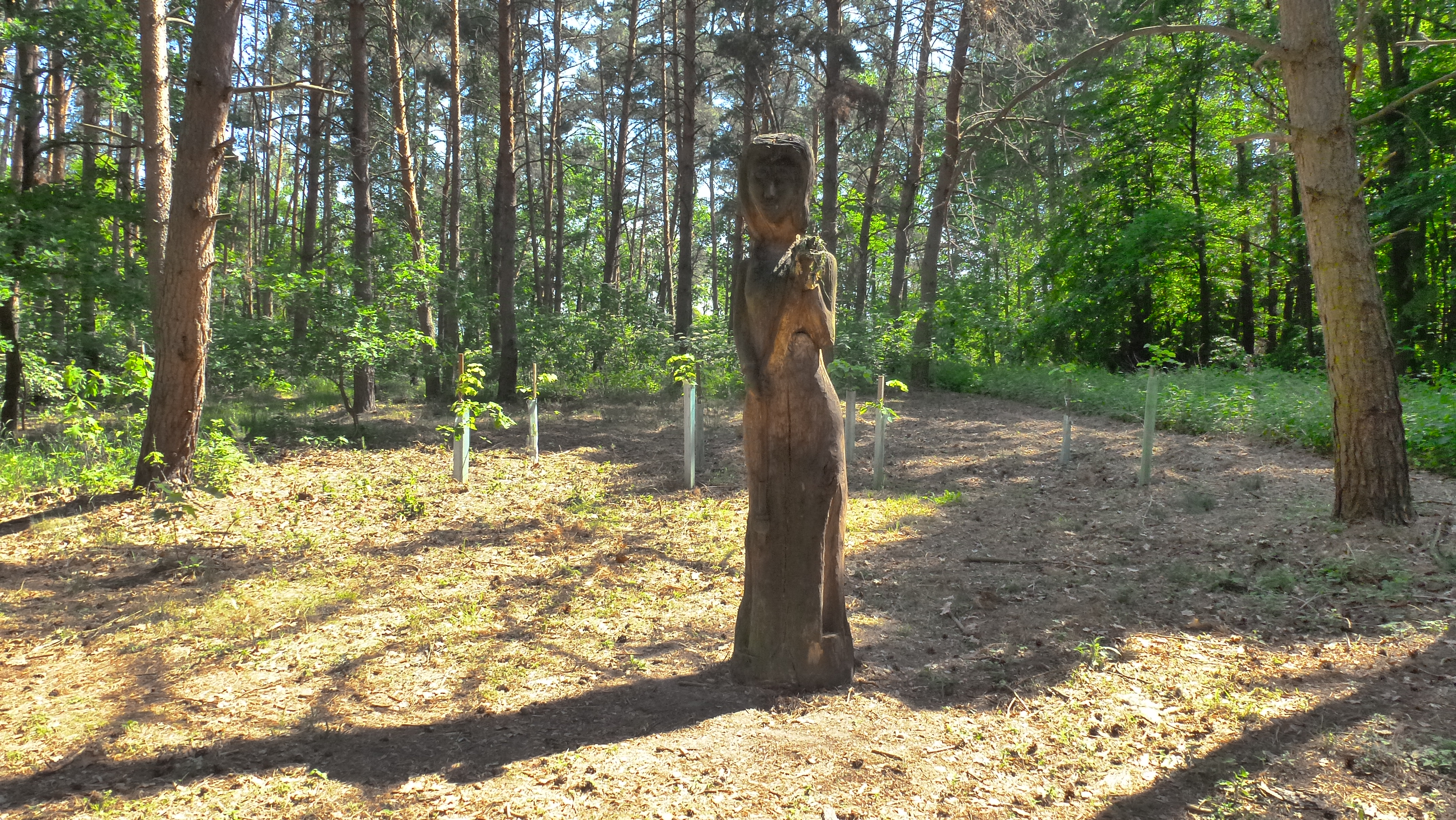
Talla en madera de Mokoš (Mokošín, República Checa)

Mokoš (en antiguo eslavo oriental: Мокошь) es una diosa eslava, tutora de las tareas femeninas y el destino de las mujeres, tal como se menciona en la Crónica de Néstor. Sus áreas de influencia son la hilandería, la tejeduría, la esquila de ovejas, el horneado del pan, así como la protección de las mujeres durante el parto. En cuanto a su faceta aterradora, se la ha relacionado en el folclore popular con la brujería y otros seres sobrenaturales nocturnos y malignos.
Normalmente se identifica a Mokoš con la Diosa Madre o la Gran Madre Tierra, Mat Zemlya, con atributos tanto fertilizadores como crueles. Esta figura aparece en otras religiones: la Cibeles frigia, Atargatis en Siria, Astarté para los fenicios, la Inanna sumeria, la Ishtar babilónica, la Živa balto-polaba o Frigg para los germánicos y nórdicos.
El de Mokoš fue el único ídolo femenino erigido por Vladimiro I el Grande en su santuario de Kiev junto a los demás dioses del panteón eslavo (Perun, Hors, Dažbog, Stribog, y Simargl).

## Etimología y orígenes
La palabra Mokoš (pronunciada «mokosh») significa probablemente «humedad». Según el lingüista Max Vasmer, su nombre deriva de la misma raíz que las palabras eslavas  mokry, («mojado», «húmedo») y moknut(i) («mojarse»). La figura de la diosa Mokoš podría haberse originado entre las tribus ugrofinesas septentrionales de los pueblos vogules, entre quienes aún se encuentra una deidad llamada Moksha.

## Mito

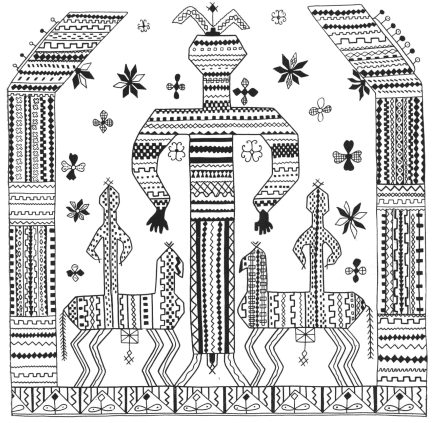
Representación de la diosa Mokoš en un bordado, en torno al.

Mokoš era una de las deidades eslavas más adoradas, siendo la gran Diosa Madre de los eslavos orientales y los polanos orientales. Se la considera una diosa errante o trotamundos, y también una hilandera. Sus consortes son, probablemente, tanto Perun (el dios del trueno eslavo) como Veles, enemigo de este. Esta idea fue propuesta por Radoslav Katičić siguiendo a Vyacheslav Ivanov y Vladimir Toporov Archivado el 31 de diciembre de 2010 en Wayback Machine. (1983), sin poner en duda sus aseveraciones al respecto. Katičić también apunta a la posibilidad de que Mokoš sea la consorte de Veles bajo el nombre de Vela, e incluso a que podría ser también una forma más del propio Veles, dado su polimorfismo. Asimismo, Mokoš es también la madre de los dioses gemelos Yarilo y Morana.
Las huellas arqueológicas más antiguas de Mokoš datan del siglo VII antes de Cristo, aunque hasta el siglo XIX todavía se la adoraba como diosa de la fertilidad y la muerte. Sus devotos le dirigían sus plegarias a través de la adoración de sus estatuas y de estelas de piedra con forma de pecho femenino, que, según se creía, ejercían un poder mágico sobre la tierra y sus habitantes.
En Europa del Este Mokoš todavía está considerada como una fuerza dadora de vida y protectora de las mujeres, y algunas poblaciones llevan su nombre o derivaciones de este. Según la creencia, se aparece como una mujer vestida con bordados, con las manos alzadas y flanqueada por dos caballos de tiro. En ocasiones se la representa con genitales masculinos por ser también una deidad de la potencia sexual masculina.
Un mito crucial dentro de la mitología eslava es la batalla entre el dios del trueno, Perun, y su adversario, Veles. Algunos investigadores, siguiendo la línea de Ivanov y Toporov, creen que dicha batalla se desencadena por el rapto de Mokoš.
Según Boris Rybakov, en su obra Paganism of Ancient Rus, Mokoš se encuentra representada en uno de los lados del Ídolo del Zbruch.

## Relación con seres sobrenaturales malignos

### Pehtre
También Perchta, Pehtra Baba, Pjhtra Baba, Pehta krulja, Vehtra Baba, Zlata Baba, Jaga Baba.

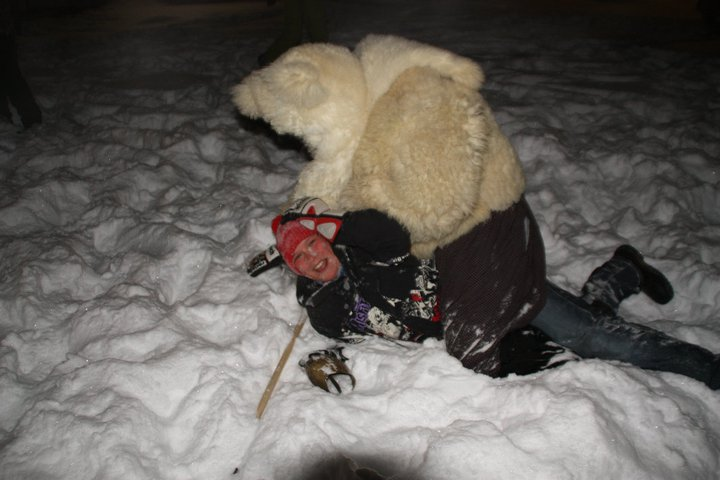
Cacería Salvaje representada en una festividad solsticial local de los Alpes

En los cuentos populares eslovenos, los ámbitos de Mokoš de la tejeduría, la hilandería y el horneado de pan, eran ocupaciones compartidas por ciertas sredozimke, seres sobrenaturales femeninos del solsticio de invierno: las pehtre.

#### Faceta aterradora
Las pehtre merodean por los campos en el periodo denominado Doce días de Navidad que corresponde a los 12 días entre la Navidad y la Epifanía (25 de diciembre - 5 de enero). A medianoche las pehtre poblaban los cielos, bosques y caminos liderando la Cacería Salvaje, una comparsa de demonios furibundos y almas en pena que invadían el mundo de los vivos, comiendo, desmembrando, golpeando y matando a quien encontraban.
 

Este era el grito que proferían las pehtre a quien había imitado su aullido espeluznante en la noche, a la vez que le lanzaban un brazo o una pierna humanos.
¡Has cazado con nosotras, así que también has de festejar con nosotras el festín!
Esta faceta de la pehtre como líder y guía de las almas de los muertos parece derivar del antiguo culto a Cibeles como diosa de las almas de los muertos, cualidad que comparte igualmente con Mokoš.

#### Faceta de fertilidad
Esta faceta monstruosa se equilibraba con la creencia de que la Cacería Salvaje traía fertilidad y renovación a la naturaleza. En 1858, Peter Hicinger escribió lo siguiente:
Pehtre Baba merodea por las Montañas de Karavanke, pasea sobre las cimas de los Alpes de Kamnik con un cubo dorado en la mano.
Así, de carácter similar eran las vesnar, que significa febrero en esloveno. Eran entes femeninos que merodeaban en febrero trayendo fertilidad a los campos, simbolizando la primavera. Hacían reuniones para bailar y cantar en torno al día de San Mateo. 

#### Asociación con la yegua
En Goriska se dice que las pehtre tienen pezuñas en lugar de pies y que cabalgan salvajemente en la Cacería Salvaje. En Bovec las pehtre profieren el sonido de caballos galopantes. En Trenta se transformaban en yeguas que arrastraban un arado a la medianoche tan rápidamente que producían chispas, fertilizando el campo; sin embargo atropellarían a cualquiera que se pusiera en su camino. 
La figura mitológica eslava de Yarilo, Dios de la fertilidad y la renovación, hijo divino de Mokoš, también tiene una naturaleza equina.

### Lama Baba

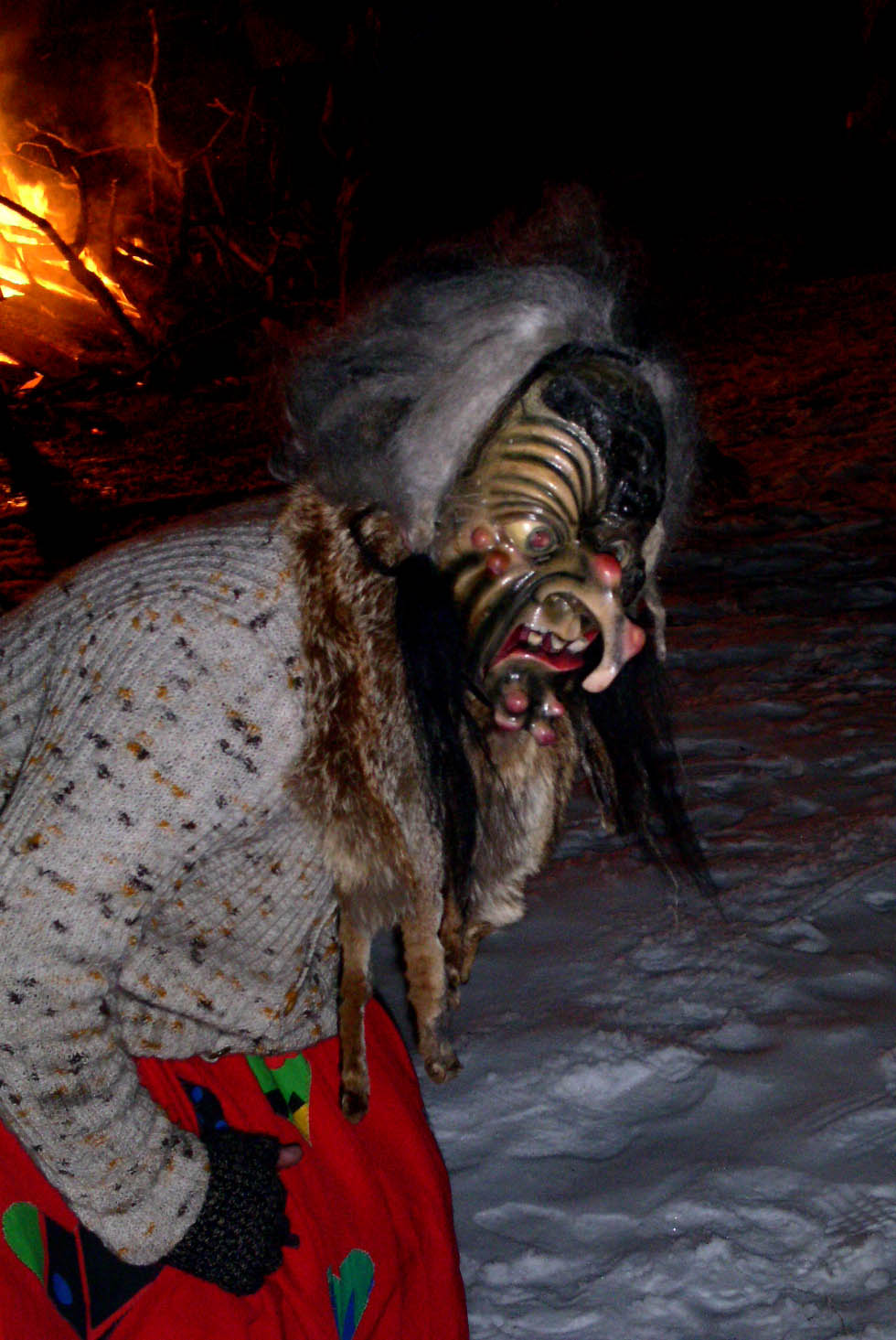
Perchta en Klagenfurt, Carintia

Considerada una gran bruja, también llamada Lamwaberl y conectada en sus atributos con Lamia o Hécate. 
Davorin Trstenjak recabó un cuento popular esloveno en el que se refieren a ella también con el nombre de Mokoška, lo cual la conecta directamente con Mokoš. En esta narración Mokoška/Lamwaberl vive en un castillo en medio de tierras húmedas y pantanosas, y se dedica por igual a ayudar con remedios y tareas domésticas a las gentes del lugar a cambio de regalos así como a dañarlas y robar niños. Finalmente, Perun la castiga derruyendo su castillo. Sin embargo, ella sigue apareciéndose bajo diferentes formas femeninas y continúa robando niños.
Se ha recogido de los habitantes de Šebrelj, localidad cercana a la cueva kárstica Divje Babe, la existencia de unas mujeres salvajes (divje babe) que a menudo ayudaban con las tares de cosecha o de hilado y tejido a cambio de comida. Así mismo, Turk recoge en sus investigaciones cómo Lama Baba descendía de las montañas a recolectar presentes como pan o monedas; si no encontraba nada invocaba el granizo sobre los cultivos.

### Kvatrna Baba, torka y četrtka
Muchos seres sobrenaturales femeninos en el folclore esloveno adoptaron el rol de Pehtra Baba y tenían conexión con el hilo y la rueca. Algunos de estas deidades del solsticio de invierno son Kvatrna, torka o četrtka, que significan en esloveno respectivamente Mujer de las témporas, martes y jueves.
Durante ciertos días del año como el Miércoles de Ceniza, el día de Santa Lucía, la Exaltación de la Santa Cruz o el Whitsunday, estaba prohibido tener relaciones amorosas, hornear pan, tejer o merodear por la noche fuera del hogar, mayormente ocupaciones a las que se dedicaban las mujeres. En el caso de que una mujer incumpliera alguna de estas restricciones un espantoso ser aullador, alto hasta el techo, Kvatrna Baba, la escaldaría viva o la cortaría en pedazos. La torka castigaba haciendo girar las ruecas durante toda la noche, rompiendo el hilo y agujereando los telares. También cocinaba en su caldero a aquellos que encontraba fuera de sus casas al anochecer.

### Perica
Hay otra figura mítica conectada con las tareas femeninas, Perica, también llamada Nočna Baba, Nočna Gospa o Božja Deklica.

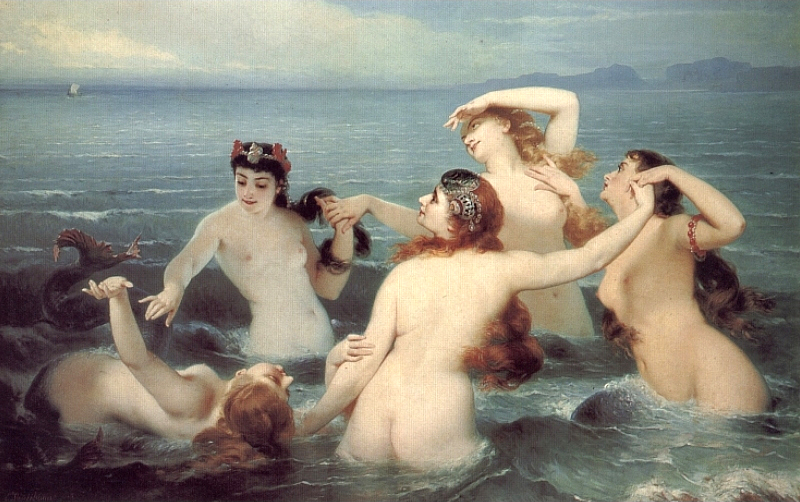
Charles Edouard Boutibonne - Sirenas Jugando en el Mar, 1883

Las gentes la imaginaban como una bella criatura femenina con pelo blanco, vestida también de blanco. Por la noche estas mujeres lavaban la ropa silenciosamente en estanques y manantiales. La desgracia caía sobre aquellos que las perturbaran, pues los perseguirían y les darían en la cara con una mano de hierro. Protectoras de las tareas femeninas, especialmente del lavado de la ropa, también castigaban a las mujeres que dejaran su colada fuera durante la noche. 
A veces Perica desgarraba el hilo que las mujeres habían dejado durante la noche sin recoger en la rueca. 
En algunas zonas como Slavia Veneta, Perica adquiría características similares a las hadas de agua o sirenas. Si los niños se acercaban demasiado a la orilla, Perica podía atraparlos y arrastrarlos hasta el fondo del agua.

## Cristianización

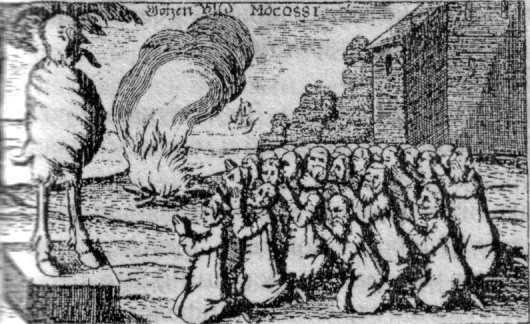
Dibujo cristiano que advierte contra la adoración a Mokoš.

Durante la cristianización de la Rus de Kiev  se publicaron textos propagandísticos contra la adoración a Mokoš. Su culto fue sustituido por el de la Virgen María y Santa Parascheva.
Pehtra Baba fue sustituida por Santa Lucía, que trae luz al mundo, y Santa Gertrudis, que hila. En el día de Santa Gertrudis se dice que un ratón mordisquea el hilo de la rueca, simbolizando que ese día estaba prohibido hilar. 
Por otra parte, los poderes mágicos y curativos de Pehtra Baba pasan a Santa Walpurga, cuyo día es el 1 de mayo, noche en que las brujas tienen el mayor poder. 

## Vestigios de Mokoš en la toponimia
Las huellas del culto a Mokoš se conservan aún hoy en varios topónimos. En Eslovenia existe un pueblo llamado Makoše (también conocido históricamente como Makoša y Makoš) en la región de Ribnica, así como un río llamado Mokoš en la región de Prekmurje. En Croacia, cerca de Rijeka, hay un pueblo llamado Mokošica, y cerca de Dubrovnik hay uno llamado Makoše. También existe un pueblo cerca de Zagreb llamado Mokoš. En Bosnia y Herzegovina hay una colina llamada Mukušina cerca de Ravno y otra llamada Mukoša al sur de Mostar.